# Судебник Казимира
Суде́бник Казими́ра или Судебник 1468 года — сборник норм права XV века, составленный великим князем литовским Казимиром IV. В оригинале имел общепринятое для правовых памятников тех лет название «Письмо». Другое название — «Судебник» (так назывались учебники права, которыми пользовались в судах при рассмотрении уголовных и гражданских дел). Дату издания судебника (29 февраля 1468 года) установил протоиерей Иван Григорович. Утвержден на Виленском сейме. Состоял из вступления и двадцати восьми статей, в которых определялась система судов, их компетенция, а также содержались нормы гражданского, уголовного и процессуального права.

## Правовые нормы
Судебник 1468 года устанавливал порядок защиты прав, определял порядок досудебного производства и судебного рассмотрения уголовных дел, очерчивал виды наказаний. Согласно судебнику, уголовная ответственность наступала с достижения семилетнего возраста. В статьях 2-8 говорилось о краже и соучастии, в статьях 13-19 о наказании за кражу в соответствии с размерами и отягчающих обстоятельствах. Статьи 9-10 определяют компетенцию государственного суда над княжескими крестьянами, а статьи 11-12 компетенцию государственных судов над барскими крестьянами в случае, когда паны не выполняют своих обязанностей как судьи.
Судебник Казимира различал 3 вида краж:
- Мелкие кражи — стоимость украденного меньше 1/2 коня;
- Средние — больше стоимости 1/2 коня;
- Крупные кражи — украденное равно и больше стоимости одного коня.

За мелкую кражу, совершённую впервые, применялось наказание в форме штрафа, средней и большой — смертная казнь через повешение. Кроме кражи, судебник называет такие виды преступлений как разбой, грабёж (ст. 22). Следственные действия проводил сам потерпевший (так называемое «право следа»). Преступления, связанные с самовольной вырубкой леса, разбои, грабежи были подведомственны великому князю. Вести следствие мог воевода (имел право применять к подозреваемым меру пресечения — содержание в тюрьме). Ст. 19 допускала применение пыток в отношении лиц обвиняемых в краже. Судебник содержал такое понятие как соучастие. Соучастниками зачастую выступали близкие родственники — жена, дети. Соучастники несли солидарную ответственность. Высшей судебной инстанцией во всех делах был король. Основные виды наказаний — смертная казнь через повешение или сожжение, штраф. Экзекуцию проводил судья (тиун, воевода), потерпевший или его близкие.